# Alle Jahre wieder
Alle Jahre wieder ist eines der bekanntesten deutschen Weihnachtslieder. Sein Text wurde 1837 von Wilhelm Hey (1789–1854) verfasst. Die drei Strophen erinnern an das gabenbringende Christkind und ist ein Christkindl- und Segenslied.
Die Melodie komponierte Friedrich Silcher (1789–1860), der sie in seinem Liederzyklus Zwölf Kinderlieder aus dem Anhange des Speckter’schen Fabelbuches von 1842 veröffentlichte. Silcher hat den Volkston mit einer Einfachheit und Volkstümlichkeit gezielt getroffen und bei seiner Melodie hört beim Singen und Zuhören das „Ohr der Seele“ mit. Eine andere Melodiefassung stammt von Ernst Anschütz. Eine weitere Melodie, auf die das Lied auch gesungen wird, komponierte Christian Heinrich Rinck 1827; sie wird heute zumeist auf Hoffmann von Fallerslebens Gedicht Abend wird es wieder gesungen.

## Text und Melodie
Alle Jahre wieder

Kommt das Christuskind

Auf die Erde nieder,

Wo wir Menschen sind;

Kehrt mit seinem Segen

Ein in jedes Haus,

Geht auf allen Wegen

Mit uns ein und aus;

Ist auch mir zur Seite

Still und unerkannt,

Daß es treu mich leite

An der lieben Hand.

## Rezeption
Im Jahr 2018 dichtete Sebastian H. Unterberger (* 1974) eine neue vierte Strophe: „Christus ist geboren zu Bethlehem im Stall. Frieden und Gnaden bringt Jesus für uns all.“ Mit der vierten ergänzenden Strophe erinnert das Lied an die Jesus-Geburt in Bethlehem und wandelt sich damit zu einem echten Weihnachtslied, in dieser Fassung erschien es erstmals 2019 im Weihnachtsbuch des Textdichters.